# Tetragnatha riparia
Tetragnatha riparia là một loài nhện trong họ Tetragnathidae.
Loài này thuộc chi Tetragnatha. Tetragnatha riparia được miêu tả năm 1876 bởi Holmberg.